# George Leslie Mackay

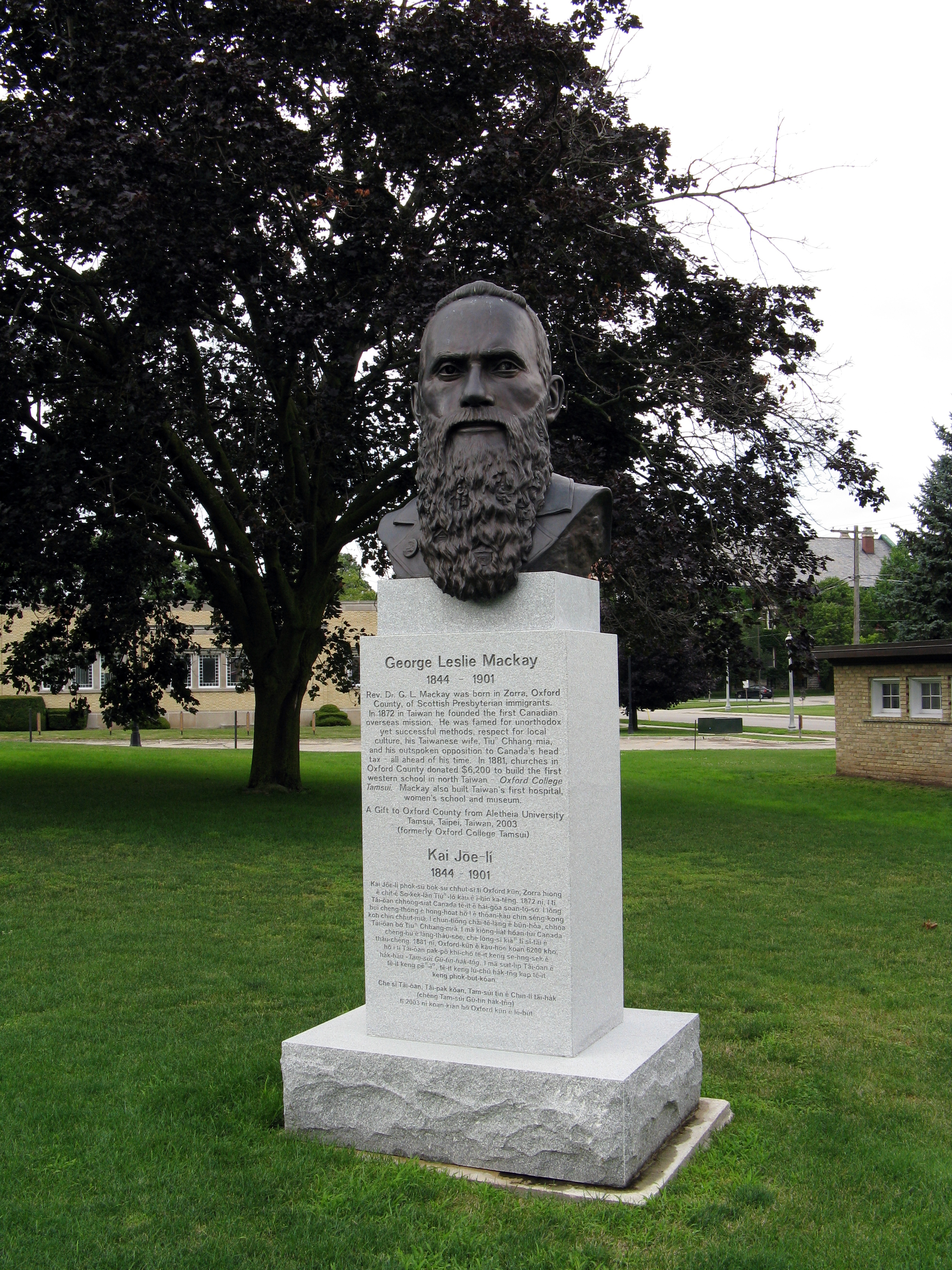
Pomnik Mackaya w Woodstock

George Leslie Mackay (chiń. 偕叡理; pe̍h-ōe-jī Kai Jōe-lí lub chiń. 馬偕; pe̍h-ōe-jī Má-kai; ur. 21 marca 1844, zm. 2 czerwca 1901) – kanadyjski misjonarz protestancki.
Był synem szkockich emigrantów, urodzonym w gminie Zorra w Kanadzie. Studiował teologię na Knox College w Toronto (1865-1868) i Princeton Theological Seminary w Princeton (1868-1871). W 1871 roku wyruszył do Chin jako pierwszy misjonarz prezbiteriański w tym kraju. Początkowo głosił w miastach na chińskim wybrzeżu, ostatecznie zdecydował się jednak osiąść na Tajwanie. Prowadził działalność misjonarską w Danshui na północy wyspy. Nauczył się języka tajwańskiego i w 1873 roku ochrzcił pierwszą grupkę Chińczyków. Samodzielnie zapoznał się także z naukami medycznymi i otworzył własną klinikę, gdzie zajmował się głównie stomatologią. Jak sam szacował, w ciągu 20 lat wyrwał swoim pacjentom ponad 20 tysięcy zębów. W 1878 roku poślubił Tajwankę Zhang Congming (Tiuⁿ Chhang-miâ, 張聰明).
Mackay do końca życia budował struktury kościoła prezbiteriańskiego na Tajwanie, nawracając wielu Chińczyków i budując ponad 60 domów modlitwy. Z pieniędzy otrzymanych z Kanady założył w latach 80. XIX wieku w Danshui szpital, szkołę, seminarium, a w 1884 roku pierwszą tajwańską szkołę dla dziewcząt. W czasie pobytu w Kanadzie w latach 1894-1896 został wybrany starszym Prezbiteriańskiego Kościoła Kanady. W 1896 roku opublikował książkę From Far Formosa.